# الجيش الكويتي
القوات المسلحة الكويتية هو القوة النظامية التابعة لدولة الكويت وقائده الأعلى الأمير مشعل الأحمد الجابر الصباح بينما ولي العهد هو نائب القائد، ويتألف من القوة البرية والقوة البحرية والقوة الجوية والحرس الوطني الكويتي. والهيئات الحاكمة هي وزارة الدفاع الكويتية ووزارة الداخلية الكويتية والإدارة العامة للإطفاء الكويتية. وجاء تأسيس الجيش في عام 1948م حينما تشكلت قوة الحدود ضمن دائرة الأمن العام ، وقد شارك الجيش الكويتي مع الجيوش العربية الأخرى في الحروب العربية ضد إسرائيل، حيث أرسلت الكويت لواء اليرموك إلى مصر فور اندلاع حرب 1967م، وبقيت القوات الكويتية مرابطة على الجبهة المصرية طوال حرب الاستنزاف، وتواجدت خلال حرب أكتوبر عام 1973م من خلال قوة الجهراء، كما اشترك الجيش بفروعه في غزو الكويت بالتصدي للقوات العراقية. إضافة إلى مشاركته في حرب تحرير الكويت عام 1991م، ومشاركته في عاصفة الحزم 2015م.
كانت المنظمة العسكرية المنظمة المبكرة التي تعاملت لأول مرة مع الأمن والجيش بعد اشتباكات مشاة وفرسان جيش الكويت لحماية الجدران الدفاعية الثلاثة (الجدار الدفاعي الثالث الذي تم تركيبه عام 1920) للكويت قبل الحرب العالمية الأولى وبعدها هي مديرية قوة الأمن العام التي تشكلت خلال فترة ما بين الحربين العالميتين وخاصة بعد الحرب العالمية الثانية. حيث تضمنت مديرية قوة الأمن العام بالفعل تكامل الشراكة بين جيش الكويت ومديرية الشرطة كقوات مستقلة بعد تشكيل أول مجلس وزراء في 17 يونيو 1962 بعد الاستقلال. في عام 1953 انفصل جيش الكويت عن مديرية قوة الأمن العام، واندمجت الأخيرة مع مديرية الشرطة في عام 1959 مما أعطى التكوين لوزارة الداخلية الكويتية التي أنشئت حديثًا. وتضم وزارة الداخلية خفر السواحل الكويتي ولديها العديد من القادة العسكريين الذين عينو بموجب بروتوكول الحكومة كمساعدين للوزراء ووكلاء وزارة كل منهم يقدم تقاريره إلى وزير الداخلية الذي عُين بموجب البروتوكول كنائب لرئيس وزراء دولة الكويت.
عند الانفصال عن مديرية قوة الأمن العام في عام 1953 عمل جيش الكويت كقيادة فعلية للقوات المسلحة المتاحة منذ إنشائها. أنشئ جيش الكويت في عام 1949 قبل الوزارة بثلاثة عشر عامًا وكان يتألف جزئيًا في ذلك الوقت من مكونات القوات البرية بالكامل تقريبًا مع إنشاء القوات الجوية الكويتية في عام 1953. ومع إنشاء القوات المسلحة الكويتية في عام 1963 أصبحت وزارة الدفاع الكويتية في النهاية وهي الهيئة الحاكمة للقوات المسلحة الكويتية والتي تشمل القوات البرية الكويتية ولواء المغاوير الكويتي الخامس والعشرين وهيئة الشرطة العسكرية الكويتية وهيئة الحرس الأميري الكويتي والقوات الجوية الكويتية والقوات البحرية الكويتية ومديرية الإطفاء العسكرية الكويتية وغيرها. إن كل قوة مسلحة تحت تصرف قائد القتال المعني وتقدم تقاريرها إلى رئيس الأركان العامة للقوات المسلحة الكويتية الذي يقدم تقاريره لاحقًا إلى وزير الدفاع المعين أيضًا بموجب البروتوكول نائبًا لرئيس وزراء دولة الكويت.
ومع ذلك فإن الحرس الوطني الكويتي هو مؤسسة قتالية مستقلة عن وزارة الدفاع والداخلية ويعمل بوجه مستقل تحت إشراف وتقدير وتصرف القيادة المعنية ويدعم الجيش في دولة الكويت حسب الحاجة والمطلوب. كما أن الإدارة العامة للإطفاء في الكويت هي أيضًا هيئة إطفاء عامة مستقلة ذات رتب عسكرية وشرائط تعريف.

## المنظمة
القوات العسكرية الرئيسية الثلاثة للكويت هي: القوات البرية الكويتية والقوات الجوية الكويتية والقوات البحرية الكويتية التي تضم وحدات الكوماندوز البحرية الكويتية. بالإضافة إلى ذلك هناك تشكيلات عسكرية مستقلة ومساندة. كما تشمل هذه التشكيلات المستقلة الحرس الأميري الكويتي وهو قوة قتالية مستقلة يعود تاريخها إلى القرن الثامن عشر (كحرس خاص بالحاكم) ولواء الكوماندوز الخامس والعشرون وهو لواء قتالي مستقل. وتشمل التشكيلات المساعدة الشرطة العسكرية الكويتية والمديرية العامة للإطفاء العسكرية الكويتية.
الحرس الوطني الكويتي والذي يعتبر تشكيلاً قتالياً مستقل عن القوات المسلحة الكويتية (ووزارة الداخلية الكويتية التي تحتفظ بعدة تشكيلات خاصة بها بما في ذلك قوة الحدود البرية الكويتية وخفر السواحل الكويتي) وهو قوة الأمن الرئيسية للحماية الداخلية والحدودية.
وفقًا للمعهد الدولي للدراسات الاستراتيجية ومقره لندن في عام 2007 بلغ عدد القوات البرية الكويتية حوالي 11000 فرد والقوات الجوية الكويتية 2500 فرد والبحرية الكويتية 10 زوارق دورية وساحلية، ويوجد 23000 جندي احتياطي لجميع الخدمات باستثناء الرجال والنساء النظاميين بوزارة الداخلية والجيش التابع للمديرية العامة للإطفاء. كما يوجد 6600 من قوات الحرس الوطني الكويتي شبه العسكرية. وقد اعتُبر أنه مع أن جيش دولة الكويت ظل صغيرًا وفقًا للسياسات والتحليلات المتوقعة فقد أُخذ التدريب والاستعداد العسكري على محمل الجد وكان فعالًا على مستوى اللواء والسرب:40 تختلف عقيدة العمليات القتالية بين القوات القتالية المختلفة المتشكلة وتعتمد بدرجة كبيرة على القدرات العملياتية وتشكيلات التوظيف العامة ضمن أحجام وأنواع حزم المعدات.

## التاريخ

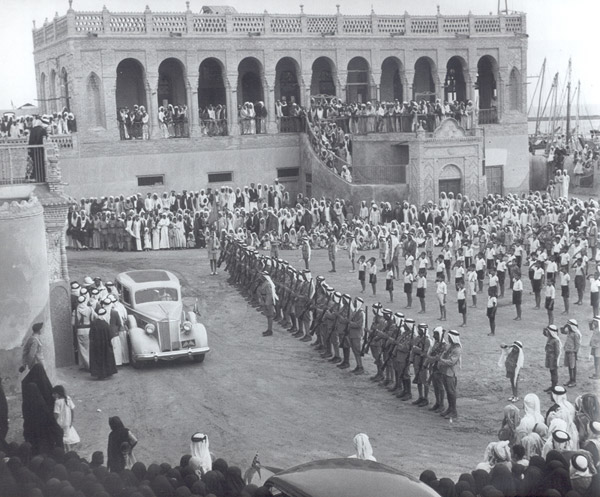
احتفالية في باحة قصر السيف بالكويت عام 1944 بمناسبة منح الشيخ أحمد الجابر الصباح وسام الحكومة البريطانية

عرض عسكري للجيش سنة 1951

دائرة الأمن العام سنة 1951 ويظهر رئيسها الشيخ عبد الله المبارك الصباح

### قبل التأسيس
كانت القوة العسكرية التي تمتلكها إمارة الكويت قبل تأسيس الجيش النظامي تتألف من الحرس الخاص لحاكم الكويت إضافة إلى ما يتم تجنيده من رجال البادية وسكان الحاضرة وسبق لإمارة الكويت ان عبئت قواتها العسكرية وشاركت في العديد من الحروب الإقليمية كان من أهمها معركة الرقة البحرية عام 1783 ضد الدولة الكعبية وحرب الزبارة ضد إمارة بوشهر ومعركة خكيكرة البحرية عام 1811 ضد الدولة السعودية الأولى، كما شاركت الكويت في الحملة العثمانية على الأحساء عام 1871 ضد الدولة السعودية الثانية حيث دعمت الجيش العثماني باسطول بحري بقيادة حاكم الكويت الشيخ عبدالله الصباح وجيش بري بقيادة شقيقه مبارك الكبير، وكذلك شاركت القوات الكويتية في الحملة العسكرية في نجد عام 1901 ضد إمارة حائل.
وقد كان حجم تلك القوات الغير النظامية التي امتلكتها الكويت تبلغ في نهاية ثلاثينيات القرن العشرين (1930-1939) نحو 300 مسلح يمثلون الحرس الشخصي لحاكم الكويت إضافة إلى نحو 3,000 مقاتل يمكن تجنيدهم من سكان مدينة الكويت وقراها و2,000 مقاتل من سكان البادية

### تأسيس الجيش (قوة الحدود والأمن)
تأسس الجيش الكويتي عام 1948 في عهد الشيخ أحمد الجابر الصباح وذلك بعد سنتين من تصدير الكويت لأول شحنة نفطية في صيف عام 1946 وقد ساعدت العائدات النفطية حاكم الكويت في الانفاق على قطاعات الدولة المختلفة وتطويرها وكان القطاع الأمني من بين تلك القطاعات فتأسست نواة الجيش بتشكيل وحدة عسكرية جديدة أطلق عليها اسم «قوة الحدود والأمن» والتي غُير اسمها عام 1953 إلي مسمى «الجيش الكويتي»، وكان الجيش آنذاك ينقسم إلي قسمين رئيسيين هما قوات الأمن وقوات حرس الحدود واختصت قوات الأمن بمهام الحراسة الثابتة في سور مدينة الكويت وبوابتها وحراسة المباني الحكومية الهامة في حين كانت واجبات قوات حرس الحدود هي الحراسة المتحركة عبر حفظ الأمن خارج الاسوار من خلال الدوريات التي تمنع دخول المتسللين عبر الحدود ومطاردة المهربين
كانت الخدمة في الجيش تطوعية وقد بلغ تعداد الجيش في عام 1954 نحو 1550 فرد منهم 1200 فرد يخدمون في قوة الأمن، ونحو 350 فرد في قوة حرس الحدود  في عام 1957 أقيم عرض عسكري لقوات الأمن العام حضره رئيس أركان حرب القوات البرية البريطانية في الشرق الأوسط السير جيفري بورن وقد بلغ قوام الجيش الكويتي نحو 2,500 فرد منهم 1,000 لحرس الحدود و1,500 لقوات الأمن
في حين تأسست نواة القوة الجوية في الجيش الكويتي عام 1953 بعد تأسيس نادي الطيران والذي كان تابعا آنذاك لدائرة الأمن العام والتي كان الجيش كذلك تابعا لها، وضم النادي 8 طائرات بريطانية من أنواع أوتوكار وأيجليت للتدريب وتم تخريج أول طيارين كويتيين في 1954، ثم بعثوا إلى المملكة المتحدة للتدريب المتقدم،

### تأسيس وزارة الدفاع
كان الجيش الكويتي يتبع دائرة الأمن العام، وقد تقرر عام 1959 دمج دائرة الأمن العام مع دائرة الشرطة لتصبح نواة وزارة الداخلية الكويتية فيما ألحقت قوة الحدود (الجيش الكويتي) بوزارة الدفاع عام 1962 كما قد دمجت جميع الوحدات المتفرقة التي يتكون منها الجيش الكويت وتشكل منها اللواء السادس والذي تكون من كتيبة مدرعات وكتيبتي مشاة وكتيبة مدفعية إضافة إلي مجموعة دبابات وسرية إشارة وفصيل هندسة ميدان وقد ضم اللواء دبابات سينتوريون وناقلات جند ساراسن ومدافع 25 رطل ومصفحات صلاح الدين ودايملر

## المشاركات

### الأزمة العراقية الكويتية (1961)
حصلت الكويت على استقلالها من بريطانيا في 19 يونيو 1961 بعدما قام حاكم الكويت الشيخ عبدالله السالم الصباح بإلغاء اتفاقية الحماية مع بريطانيا وبعد مرور اسبوع أعلن الرئيس العراقي عبد الكريم قاسم في 25 يونيو 1961 في مؤتمر صحفي عقده في مقر وزارة الدفاع مطالبه بضم الكويت للعراق مدعيا أن الكويت ارض عراقية فصلها الاستعمار البريطاني عن العراق. تسبب هذا الإعلان إلى اشتعال ازمة سياسية بين البلدين واستنفار الجيش الكويتي كما طلبت الكويت المساعدة العسكرية من بريطانيا (تفعيلا لاتفاقية الصداقة البريطانية الكويتية الموقعة عام 1961) والسعودية (تفعيلا لاتفاقية الدفاع المشترك بين البلدين الموقعة عام 1948) فقامت بريطانيا بتنفيذ عملية عسكرية اطلقت عليها اسم عملية فانتاج لدعم استقلال الكويت كما ارسلت السعودية قوة عسكرية للكويت

### حرب 67
بناء على اتفاقية الدفاع العربي المشترك قررت الكويت إرسال قوات عسكرية إلي مصر وصدر مرسوم أميري بإرسال لواء اليرموك برئاسة العميد الشيخ صالح محمد الصباح الذي كان يشغل منصب نائب رئيس الأركان آنذاك، وكان أول وحدة عسكرية كويتية تقاتل خارج أراضي الكويت. بقيت القوات الكويت في مصر لفترة ما بعد الحرب وشهدت حرب الاستنزاف (1967-1970م).
في 1 يوليو، بدأت حرب الاستنزاف ضد دولة الاحتلال الإسرائيلي بينما كان لواء اليرموك مُشاركًا في الجبهة المصرية. في عام 1970م، تكبدت القوات المسلحة الكويتية سبعة عشر قتيلاً في القتال ضد القوات الإسرائيلية في مصر. قُتل رجل واحد في أبريل وستة عشر آخرون في يونيو. في عام 1972م قامت القوات المسلحة الكويتية بتدريب الطيارين والفنيين المصريين من خلال القوات الجوية الكويتية على طائرات إنجلش إلكتريك لايتنينچ.

### حرب 73 والمناوشات مع العراق

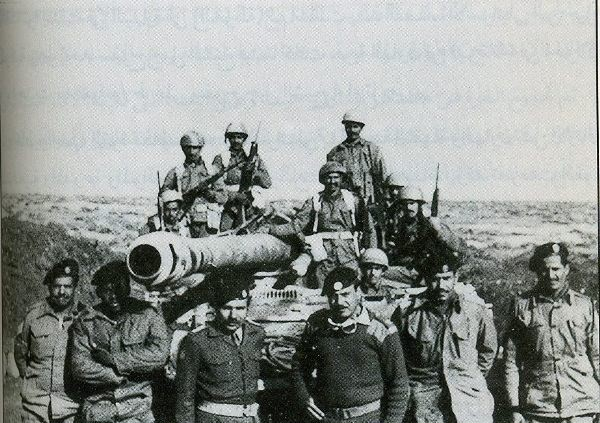
لواء الجهراء في الجولان السوري.

في عام 1973م، دخلت القوات المسلحة الكويتية في مرحلة التأهب الثالثة مع بداية مناوشة حادثة الصامتة الحدودية عام 1973م والتي أدت إلى تغيير كبير في القدرات العملياتية للقوات المسلحة.
فور اندلاع حرب أكتوبر في 6 أكتوبر 1973 قامت الكويت بارسال عدد من طائرات الهوكر هنتر إلى قاعدة قويسنا الجوية في مصر وكانت الكويت تمتلك قبل نشوب الحرب قوات مشاة مرابطة على الضفة الغربية لقناة السويس تابعة للواء اليرموك. وأسوة بالدعم العسكري المقدم لمصر قررت الكويت إرسال لواء الجهراء إلى الجبهة السورية إلى جانب القوات المسلحة العراقية على الجبهتين المصرية والسورية.

### حماية سفارة دولة الكويت والسعي لوقف الحرب الأهلية اللبنانية (1975-1990م)
مع اندلاع الحرب الأهلية اللبنانية عام ١٩٧٥م، أُرسلت وحدات من لواء المغاوير الكويتي الخامس والعشرين إلى لبنان لحماية سفارة دولة الكويت في بيروت بشكل رئيسي. شُكِّلت قوة ردع سلام متعددة الجنسيات تابعة للأمم المتحدة من قِبل بريطانيا والولايات المتحدة وفرنسا وإيطاليا. في المسار الدبلوماسي الموازي للقوة مُتعددة الجنسيات، وخاصة على مستوى الدبلوماسية العربية الدولية والإنسانية ، ساهمت دولة الكويت بدعمها في وقف الحرب الأهلية اللبنانية.

### إنشاء القوة البحرية الكويتية (1978)
في عام ١٩٧٨م، أُنشئت البحرية الكويتية وصُنّفت كمكوّن بحري للقوات المسلحة الكويتية. وخلال الفترة نفسها، دخل في الخدمة في الجيش الكويتي ناقلة الجند المدرعة إم113، ونظام الصواريخ المدفعية قصيرة المدى 9K52 Luna-M، ومدفع الهاوتزر M109.

### الغزو العراقي

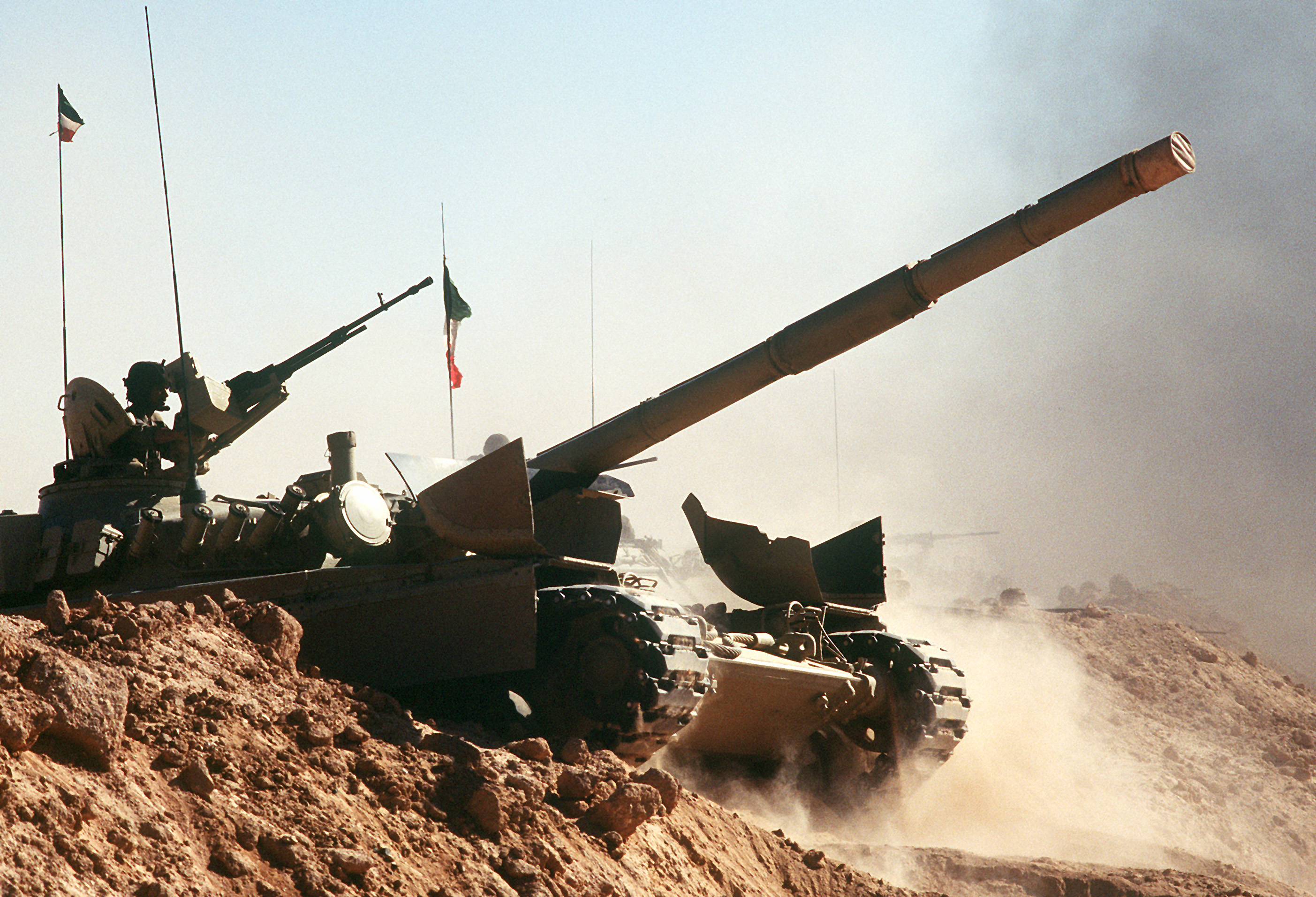
دبابة M-84 كويتية تقوم بمناورات تدريبية في السعودية أثناء الاحتلال العراقي للكويت.

في 2 أغسطس 1990م، غزت القوات العراقية الكويت. تغلب الجيش العراقي الأكبر على مقاومة القوات المسلحة الكويتية التي يبلغ قوامها 20 ألف جندي، مُكبدًا خسائر فادحة؛ وبعد يومين، تم احتلال الكويت بالكامل. وكانت هناك بعض حالات المقاومة البطولية بشكل خاص، لا سيما من قبل طياري الطائرات المقاتلة. شاركت القوات الكويتية، وعلى رأسها لواء الشهيد الكويتي الخامس والثلاثون المدرع التابع للجيش الكويتي، في معركة الجسور بالقرب من الجهراء بقيادة العقيد سالم مسعود السرور، وشارك الحرس الأميري الكويتي في معركة قصر دسمان مع الأخ غير الشقيق للأمير الشيخ فهد الأحمد الجابر الصباح.
استولت القوات العراقية على معظم المعدات العسكرية الثقيلة للجيش الكويتي واستخدمتها ضد قوات التحالف. وشمل ذلك البحرية بأكملها، التي أغرقتها قوات التحالف. كما تم الاستيلاء على دبابات وناقلات جند مدرعة. وبينما طُلب من العراقيين إعادة المعدات التي استولوا عليها بعد هزيمتهم، إلا أن معظمها كان متضررًا بشكل لا يمكن إصلاحه. ولم ينجُ من الدمار سوى سلاح الجو، حيث أخلت العديد من طائراته إلى المملكة العربية السعودية.

### حرب تحرير الكويت

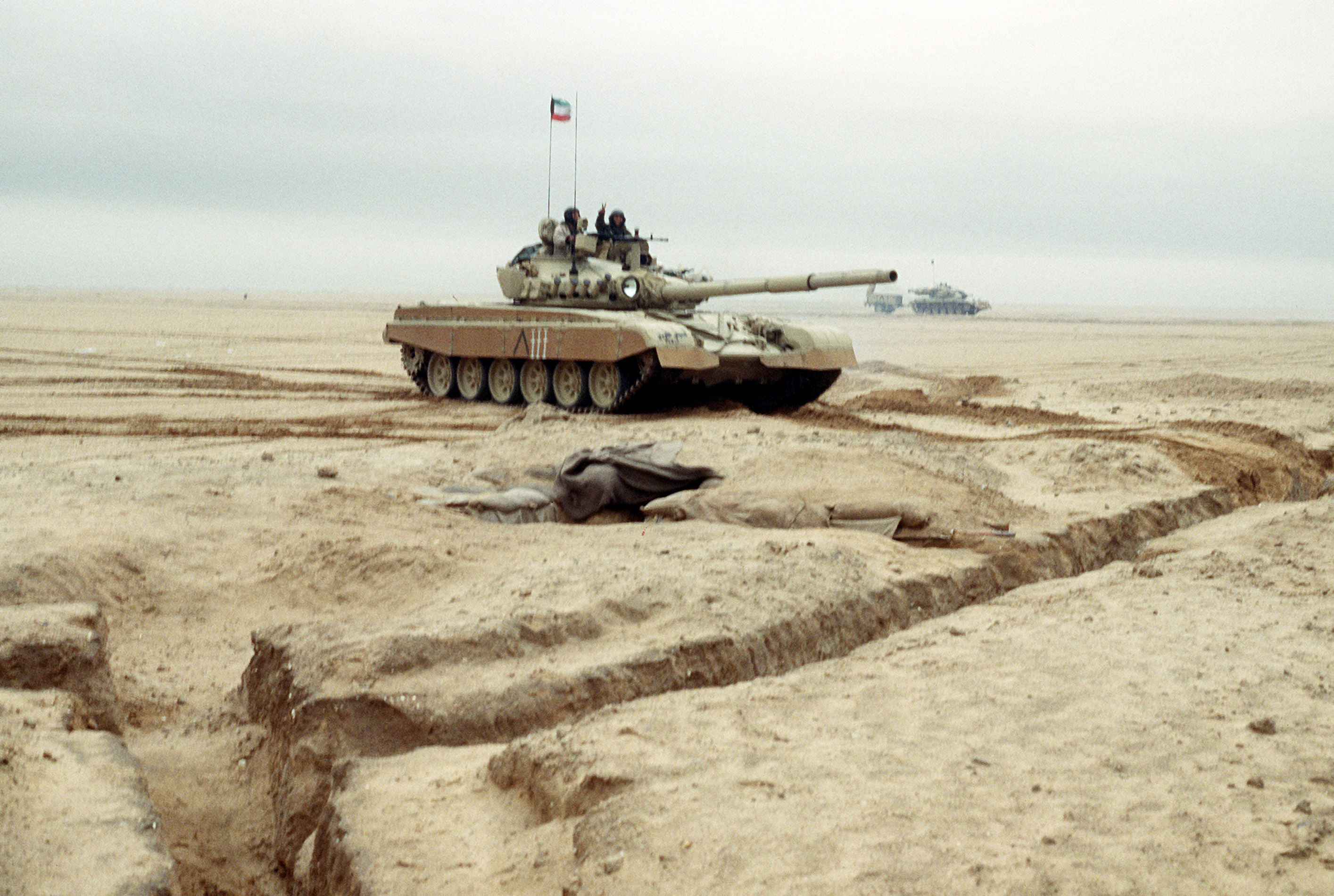
دبابات إم-84 كويتية خلال عملية عاصفة الصحراء.

تحركات القوات البرية 24-28 فبراير 1991م خلال عملية عاصفة الصحراء.

اعادت الحكومة الكويتية في الطائف تشكيل وتسليح الجيش الكويتي في السعودية وضمت إليه عناصر من الحرس الوطني الكويتي والشرطة الكويتية والمتطوعين الكويتيين. وكانت بعض قواعد القوة الجوية الكويتية قد أخلت طائراتها إلى السعودية فيما انسحبت بعض القطع البحرية التابعة للكويت إلى البحرين. وقد قامت يوغسلافيا بتسليم الحكومة الكويتية في الطائف عدد 70 دبابة إم-84 تشكل الدفعة الأولى من عقد وقعته الكويت مع يوغسلافيا في نهاية الثمانينات.
كانت الكويت جزءًا من تحالف عسكري بقيادة الولايات المتحدة تم تشكيله ردًا على الغزو الذي طرد العراق من الكويت فيما أصبح يُعرف باسم حرب الخليج أو حرب الخليج الأولى. أطلق التحالف عملية عاصفة الصحراء. دمرت طائرات دوچلاس إيه-4 سكاي هوك التابعة للقوات الجوية الكويتية العديد من السفن البحرية العراقية التي حاولت التسلل إلى جزيرة بوبيان. [بحاجة لمصدر]
بعد الحملة الجوية التي استمرت أربعة أسابيع، شنت قوات التحالف الهجوم البري. وسرعان ما توغلوا في عمق العراق، حيث استولى الفيلق على مطار السلمان، ولم تواجه مقاومة تُذكر. انتهت الحرب بعد مائة ساعة من القتال على الأرض، مما أسفر عن خسائر طفيفة للغاية.

## التنظيم

### القوة البرية الكويتية

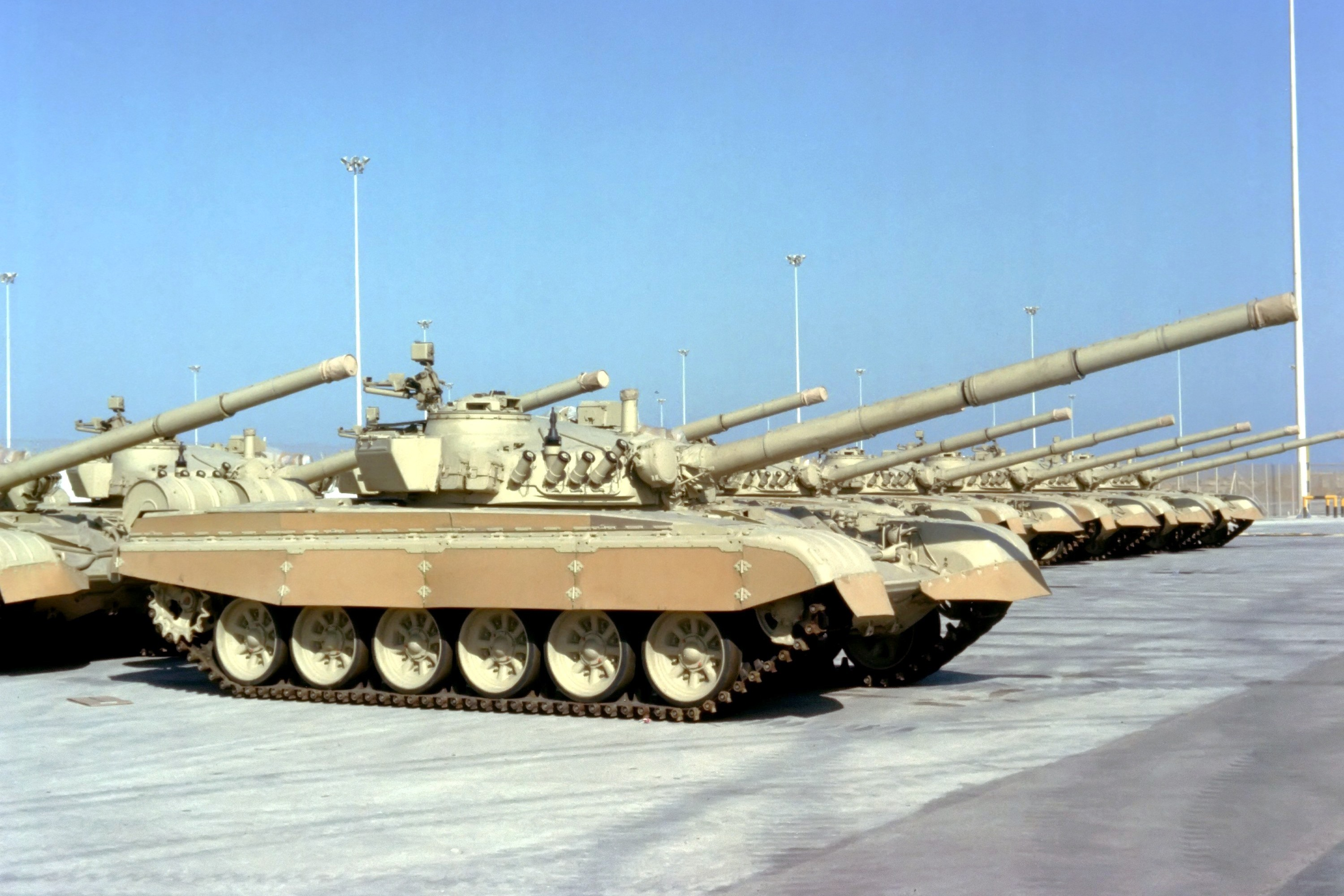
دبابات M-84 الكويتية في 4 يناير 1991م بالقواعد السعودية أثناء الاحتلال العراقي للكويت.

تتكون القوات البرية من عدة ألوية هي لواء مبارك المدرع 15، لواء الشهيد المدرع 35، لواء التحرير الآلي 6، لواء السور الآلي 26، لواء اليرموك الآلي 94، لواء المغاوير 25.
وتمتلك القوة البرية 180 دبابة M-84 يوغسلافية  و218 دبابة أبرامز أمريكية  و254 مدرعة ديزرت واريور و120 مدرعة بي إم بي-3  و76 مدرعة بي إم بي-2 

### القوة البحرية الكويتية
يقدر عدد أفراد القوة البحرية الكويت بنحو 2,500 فرد وتملك 10 زوارق صواريخ وعدد من زوارق الدورية بالإضافة إلى القطع البحرية اللوجستية الأخرى 

### القوة الجوية الكويتية

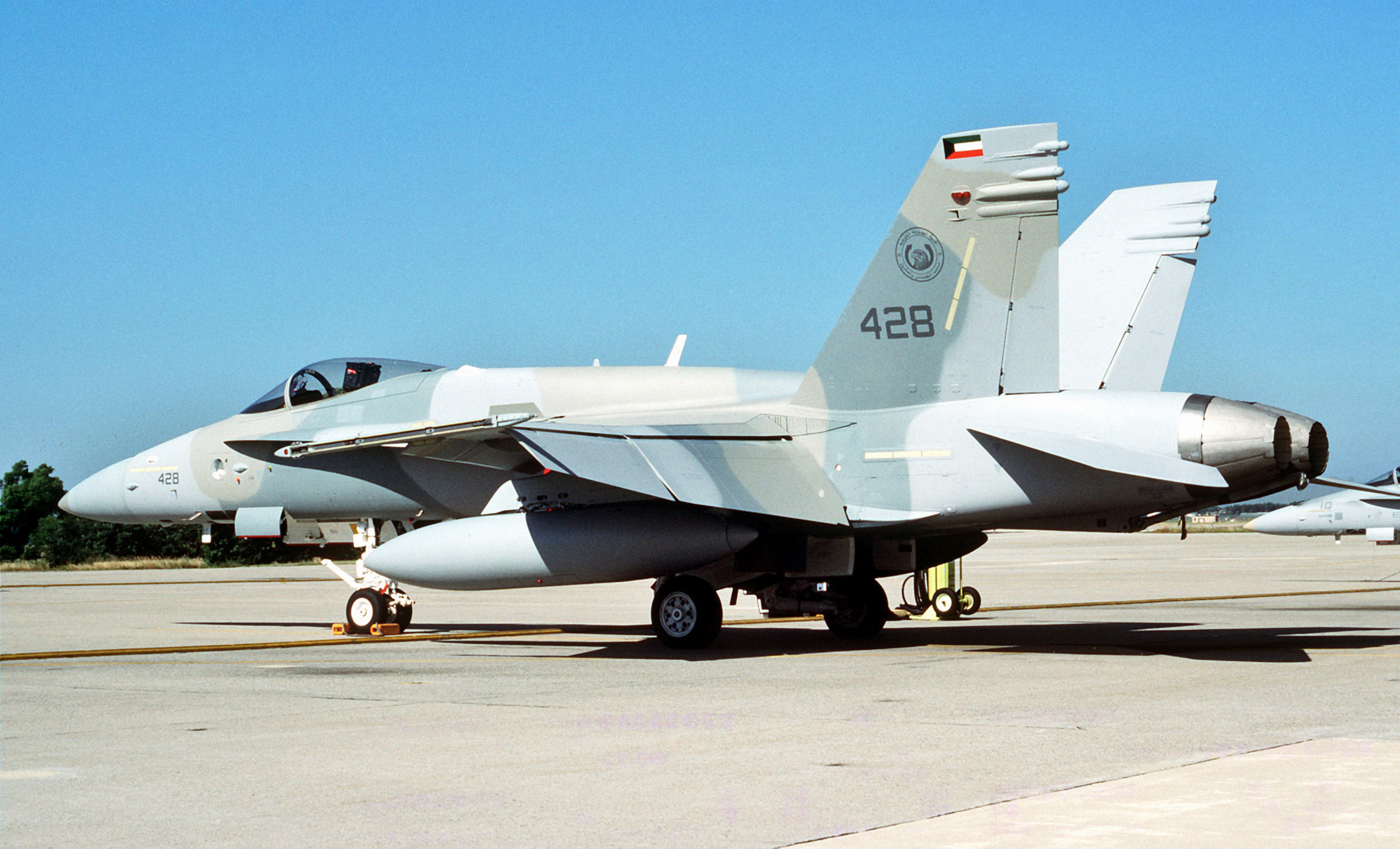
طائرة إف/إيه-18 هورنت كويتية

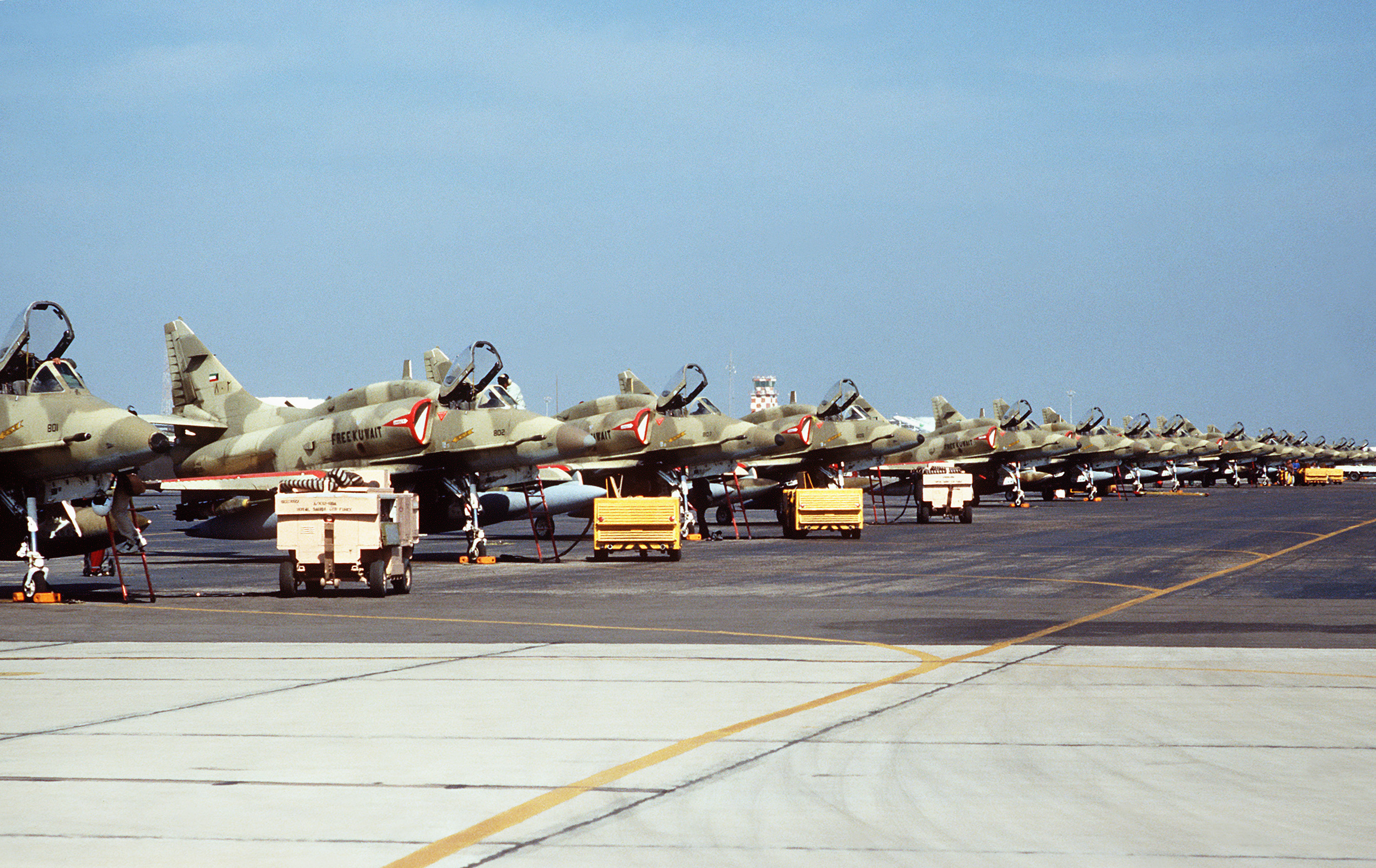
سرب طائرات سكاي هوك خلال حرب تحرير الكويت

القوة الجوية الكويتية الفرع الجوي للقوات المسلحة الكويتية يقدر عدد أفراد القوة الجوية بـ 3,500 فرد تتوزع القوة على 3 قواعد عسكرية في البلاد (قاعدة علي السالم الجوية وقاعدة أحمد الجابر الجوية وقاعدة عبدالله المبارك الجوية).
تأسست القوة عام 1953 بعد تأسيس نادي الطيران الذي حوى طائرات أوستر بريطانية للتدريب ثم تلى ذلك تخريج أول طيارين كويتيين في عام 1954 على طائرات الأوستر ثم بعثوا إلى المملكة المتحدة لإكمال تدريبهم، في 1962 تعاقدت القوة الجوية على شراء طائرات الجت بروفوست النفاثة كطائرة تدريب قادرة على القتال كما افتتحت مدرسة الطيران في القوة الجوية في 1963. في نهاية عقد الستينيات كانت القوة الجوية الكويتية تملك طائرات الهجوم ارضي الهوكر هنتر والطائرات الأعتراضية البريطانية من نوع لايتنغ وخلال حرب أكتوبر عام 1973 أرسلت الكويت سرب الهوكر هانتر إلى مصر وقد وصل السرب في آخر أيام الحرب وبقي في مصر حتى منتصف 1974.
في الوقت الحالي تشمل القوة الأساسية لسلاح الجو الكويتي طائرات الأف-18 وطائرات الغازيل والأباتشي العمودية ومنظومة باتريوت الدفاعية ولقد وقعت الكويت اتفاقية على شراء طائرات يوروفايتر

## رؤساء هيئة الأركان العامة للجيش الكويتي
- المشير عبد الله المبارك الصباح القائد العام للجيش والقوات المسلحة (1938–1961)
- الفريق مبارك عبد الله الجابر الصباح أول رئيس أركان للجيش الكويتي (1963–1980)
- الفريق عبد الله فراج الغانم (1980–1986)
- الفريق مزيد الصانع (1987–1991)
- الفريق جابر خالد جابر الصباح (1992–1993)
- الفريق علي المؤمن (1993–2003)
- الفريق طيار فهد أحمد الأمير (2003–2009)
- الفريق أحمد الخالد الصباح (2009–2012)
- الفريق خالد الجراح الصباح (2012–2013)
- الفريق عبد الرحمن محمد العثمان (2013–2014)
- الفريق محمد خالد الخضر (2014–2020)
- الفريق خالد صالح الصباح (2020–2024)[28]
- الفريق طيار بندر سالم المزين (2024 – حتي الان)

## وصلات خارجية
- موقع الجيش الكويتي